# Polittico dell'Apocalisse

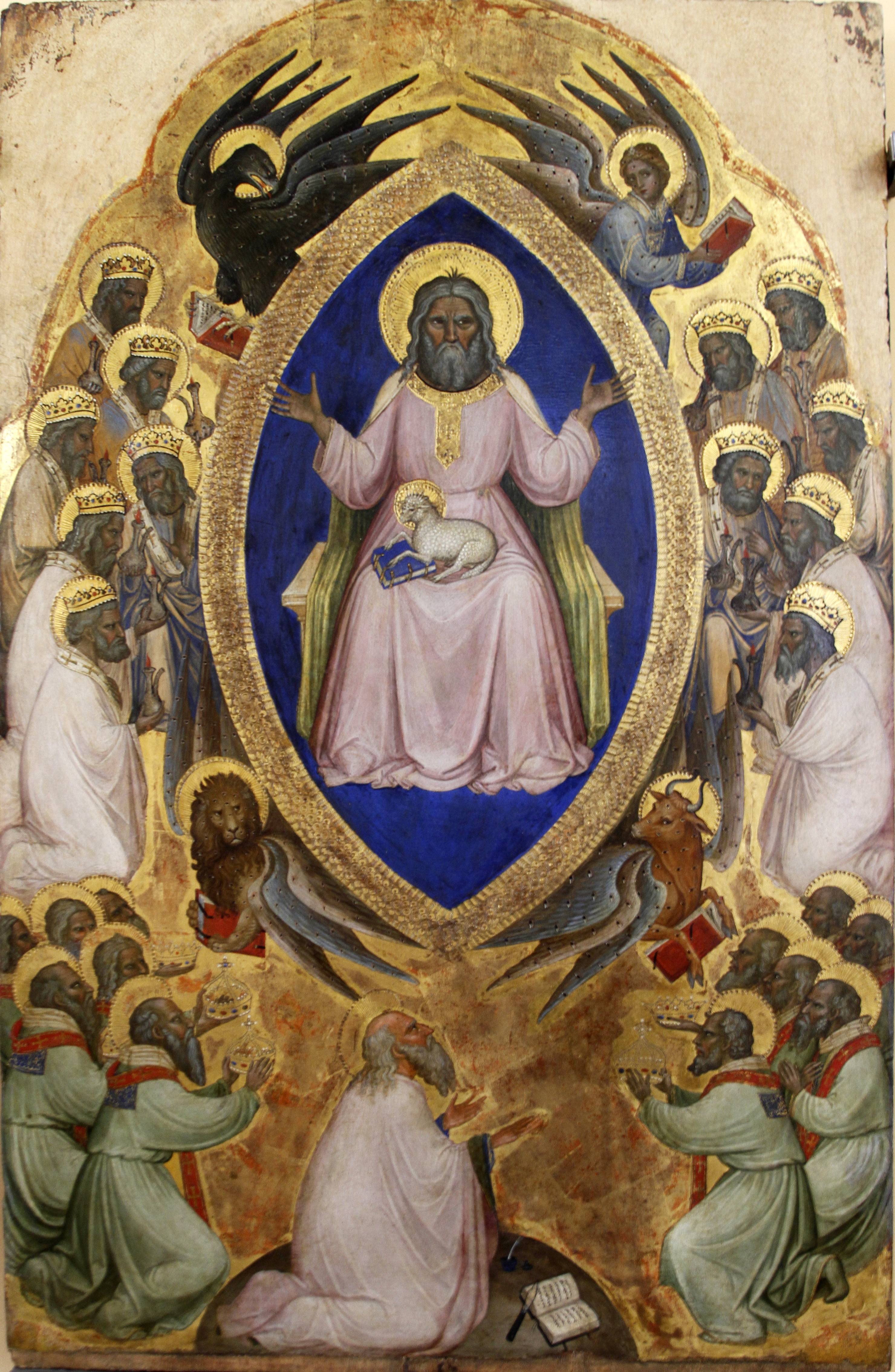
La parte centrale

Il Polittico dell'Apocalisse è un dipinto a tempera e oro su tavola (95x61 cm) di Jacobello Alberegno, databile al 1360-1390 circa e conservato nelle Gallerie dell'Accademia di Venezia.

## Storia
Il polittico proviene dalla distrutta chiesa di San Giovanni Evangelista a Torcello. La chiesa era stata ricostruita dopo l'incendio del 1343, anno che costituisce il termine post quem per la realizzazione del dipinto. Dopo soppressioni napoleoniche (1810) fu trasferito, probabilmente già smembrato, nella scuola di San Giovanni Evangelista, adibita a deposito. Nel 1838 i pannelli della Visione e del Giudizio furono inviati a Vienna e vennero restituiti nel 1919 con le riparazioni postbelliche. Da allora le due tavole rimasero esposte al museo di Torcello fino al 1948 quando vennero riunite con le altre rimaste in deposito al museo Correr. Nel 1951 il polittico venne acquisito dalle gallerie veneziane. 
Il complesso ricostruito idealmente dal Ludwig nel 1901 venne prima attribuito a Giusto de' Menabuoi da Maria Ciartroso Lorenzetti, ipotesi poi corretta da Bettini verso un collaboratore veneziano di Giusto, l'ipotetico Marco di Maestro Paolo, e fu definitivamente assegnato all'Alberegno da Longhi nel 1947. 
Nel 1997 sono state rese note altre due tavolette giunte nei depositi dell'Ermitage nel 1923 assimilabili per lo stile e misure simili a quelle veneziane: una rappresenta la Gerusalemme celeste, l'altra, poi rubata, dalla scarna descrizione poteva rappresentare La donna e il drago (Ap. 12, 7-8) o la Lotta di san Michele contro il male (Ap. 12, 7-9).

## Descrizione e stile
L'opera illustra con chiarezza didattica il testo biblico, fornendo delle illustrazioni vivaci e preziose.
Le cinque tavole del polittico mostrano altrettante visioni descritte da san Giovanni nell'Apocalisse annotando i riferimenti ai passi in numeri romani. In quella centrale, la Visione di san Giovanni a Patmos (95x61 cm) ricca si riferimenti allegorici e composta con chiarezza, Dio è assiso in trono entro una mandorla, tra i simboli degli evangelisti, «esseri viventi pieni d'occhi davanti e di dietro» (Ap. 4, 6) e una schiera di patriarchi, i «ventiquattro vegliardi avvolti in candide vesti con corone d'oro sul capo» (Ap. 4, 4), alcuni recanti ampolle.  L'Eterno tiene nel grembo l'Agnus Dei e il libro chiuso dai sette sigilli. In basso sta l'evangelista Giovanni che guarda la scena inginocchiato, con le mani aperte e rivolte al cielo, mentre ai suoi piedi sta il libro e gli attrezzi per la scrittura, pronti ad essere usati.
A sinistra la prima delle tavolette laterali (45x32 cm ciascuna) mostra la grande meretrice Babilonia, seduta su una creatura con sette teste e dieci corna. Porta in mano la coppa «colma degli abomini e delle immondezze della sua prostituzione» (Ap. 17, 4) e vomita il «sangue dei santi e dei martiri di Gesù» (Ap. 17, 6). Segue la Vendemmia del mondo, dove un angelo esorta un compagno a vendemmiare, con la falce, una vigna i cui grappoli sono ormai maturi (Ap. 14, 2), un'immagine che allude alla fine del mondo. 
Alla destra è il Giudizio finale, dove Gesù giudice, assiso in cielo, assiste alla resurrezione dei corpi. Gli scheletri si alzano danzanti, ciascuno tenendo aperto il libro dove sono annotate le opere da essi compiute nella vita terrena. Cristo invece tiene in mano il Libro della Vita coi nomi dei giusti: coloro che non vi compaiono sono destinati alla seconda morte nello stagno di fuoco, a sinistra. Infine la Visione del cavaliere con diademi sul capo, che è accompagnato da eserciti su cavalli bianchi (Ap. 19,11) che il pittore illustra snodando il corteo dietro al primo; egli, uomo giusto, ha lo scettro di ferro con cui governare le genti.
Come sottolineò Longhi nella sua ipotesi attributiva all'Alberegno, lo stile mostra un marcato influsso di Giusto de' Menabuoi, soprattutto nelle scelte compositive che riprendono quasi letteramente gli affreschi del battistero padovano,  ma trasposto nella vivacità dei colori adoperati e nella forza espressiva delle figure ad un sapore tipicamente veneziane. Anche l'accurata doratura rivela un «gusto orafo nel trattamento delle superfici, con decorazioni rilevate e dorate, piuttosto estraneo alle sobrie strutture padovane e più consono ai parametri di gusto veneziani».